# Le Lion de Macédoine
Le Lion de Macédoine est un cycle de fantasy historique de David Gemmell paru en 1990-1991. Il s'inspire de l'Antiquité grecque du IVe siècle av. J.-C., notamment de l'ascension du royaume de Macédoine sous Philippe II et Alexandre le Grand. Son héros est le personnage de Parménion, qui fut l'un des stratèges du conquérant et de son père. Gemmell crée une vie totalement fictive à ce personnage mal connu de l'Histoire, et y intègre des éléments fantastiques et magiques.

## Éditions
Dans sa version originale, le cycle se compose de deux tomes : Lion of Macedon (1990) et Dark Prince (1991). En France il y a eu quatre parutions avec des découpages différents : trois tomes en 2000 chez Mnémos, quatre tomes chez Gallimard (Folio SF) en 2002, deux tomes comme l'original en 2007 chez Mnémos et enfin une intégrale en un tome en 2012 chez Mnémos.
2000 - Mnémos
1. Le Lion de Macédoine  (ISBN 978-2911618543)
2. Le Prince noir  (ISBN 978-2911618574)
3. L'Esprit du chaos  (ISBN 978-2911618604)

2002 - Gallimard Folio SF
1. L'Enfant maudit
2. La Mort des nations
3. Le Prince noir
4. L'Esprit du chaos

2007 - Mnémos
1. Le Lion de Macédoine  (ISBN 978-2-35408-019-8)
2. Le Prince noir  (ISBN 978-2-35408-024-2)

2012 - Mnémos
- Le Lion de Macédoine  (ISBN 978-2-35408-146-1)

## Accueil critique
En France, le cycle reçoit des critiques globalement favorables. En 2003, sur le site Elbakin.net, Publivore donne au cycle la note de 8/10. Il en apprécie la documentation historique fouillée, l'écriture accessible aux gens qui ne connaissent pas du tout la Grèce antique, le style et l'intrigue caractéristiques de Gemmell qui laissent une grande part à l'action, aux combats et à la stratégie. Il apprécie également la façon dont Gemmell exploite les zones d'ombre de l'Histoire pour y enraciner les éléments fantastiques de ses romans. Sur le site "Le Cafard cosmique" en 2004, Pat (qui lit la réédition Folio en quatre tomes) estime que « Gemmell a largement remporté son pari » et que Le Lion de Macédoine peut satisfaire tant les lecteurs habitués à la fantasy que les débutants dans ce genre. Il précise que l'ensemble relève de « la SF légère, du divertissement bien mené » qui « ne va pas très loin, mais (...) n'est jamais idiot ».
Sur le site ActuSF, Anne Fakhouri (qui se base aussi sur la réédition Folio) donne une critique plus nuancée : si elle estime que « Le Lion de Macédoine est un grand cycle et Gemmell, un maître en la matière », elle indique que le cycle comporte des facilités de style et des incohérences : « Sentiments contemporains, termes presque modernes, dans un roman qui se déroule en Grèce Antique, utilisation des grosses ficelles de la magie et détournement de héros mythiques... » Cependant, ces défauts sont compensés selon elle par la maîtrise du genre épique que déploie Gemmell, ses personnages bien caractérisés et son style habituel « efficace, clair et précis ». Elle regrette cependant que les sentiments des personnages soient souvent « grandiloquents et poussés ». Enfin, elle juge commercial et inutile le découpage en quatre tomes de l'édition Folio, qui tronçonne les deux volumes anglais de façon parfois aberrante.
En 2001, Le Lion de Macédoine reçoit le Prix Ozone dans la catégorie de roman de fantasy étranger.

## Pertinence historique
La plupart des personnages mis en scène dans le Lion de Macédoine ont réellement existé. C'est le cas du narrateur, le général Parménion : les vides laissés dans sa vie sont comblés par l'auteur qui en fait l'un des instigateurs de la plupart des grandes victoires de l'époque. Le philosophe et savant Aristote a réellement existé mais devient un mage. De nombreux personnages de Grecs sont aussi des personnages historiques : le roi de Sparte Léonidas, le militaire et historien Xénophon, Cléomène, des Thébains comme Épaminondas et Pélopidas. La même chose vaut pour les Macédoniens Philippe II de Macédoine, sa femme Olympias, leur fils Alexandre le Grand, Attale, Antipatros, Nicanor, etc. David Gemmell reprend aussi des noms utilisés dans l'Histoire réelle, comme celui du cheval d'Alexandre le grand (Bucéphale).
Cependant, certains personnages ont été créés de toutes pièces par David Gemmell, comme Mothac (l'ami de Parménion), Dérae (l'amour de Parménion), Tamis (la prêtresse de la Source) et le Dieu noir. En outre, Gemmell intègre Le Lion de Macédoine à son univers romanesque en y intégrant des références au groupe de romans intitulé « Histoires des Sipstrassi ». Ces romans se caractérisent par la présence des pierres de pouvoirs (les sipstrassi), qui ont un impact sur le déroulement de l'intrigue.
La qualité de la documentation historique de David Gemmell a suscité des critiques. L'historienne américaine Jeanne Reames, spécialiste d'Alexandre le Grand et des fictions qui le mettent en scène, a publié sur son site de l'université du Nebraska un compte rendu très défavorable du Lion de Macédoine. Elle juge que la recherche historique est faite au petit bonheur la chance (« potluck ») et indique : « L'écriture en elle-même n'est certainement pas mauvaise ; tant le style que l'intrigue montrent l'expérience de tisseur d'histoires qui a permis à ses fantaisies de connaître des seconds et des troisièmes tirages. Mais le livre aurait été meilleur si [Gemmell] s'était simplement complètement dispensé de faire de l'histoire, puisqu'il fait de l'histoire si mal. C'est, pour le dire simplement, un livre bâclé, en termes de documentation ».
Reames détaille ses critiques en reprochant par exemple à Gemmell de faire de Parménion un Spartiate alors qu'il est Macédonien, sans justifier ce gros écart par rapport à la réalité historique, et en regrettant l'accumulation d'erreurs et d'inexactitudes dont elle donne quelques exemples : la présence de diamants alors que les Grecs ne connaissaient pas les diamants ; le fait de faire parfois porter un pantalon à Parménion, tenue qu'un Grec ne porterait jamais ; le fait de montrer les navires grecs jeter l'ancre au lieu de s'échouer sur une plage pour la nuit comme cela se faisait couramment pour les trirèmes. Enfin, le type de magie mis en scène dans Le Lion de Macédoine lui paraît trop éloigné des pratiques magiques réellement attestées en Grèce antique et de l'esprit de la mythologie grecque : le Dieu noir (« Chaos Lord »), principal personnage maléfique des romans, lui semble plus proche du Sauron de J. R. R. Tolkien ou du Diable du christianisme, et de ce fait trop éloigné de la mythologie grecque.